# یابلوچنی
یابلوچنی (انگلیسی: Yablochny) یک شهرک در شهرستان بلاگووشچنسکی باشقیرستان کشور روسیه است.